# Anbetung der Könige (Augne)

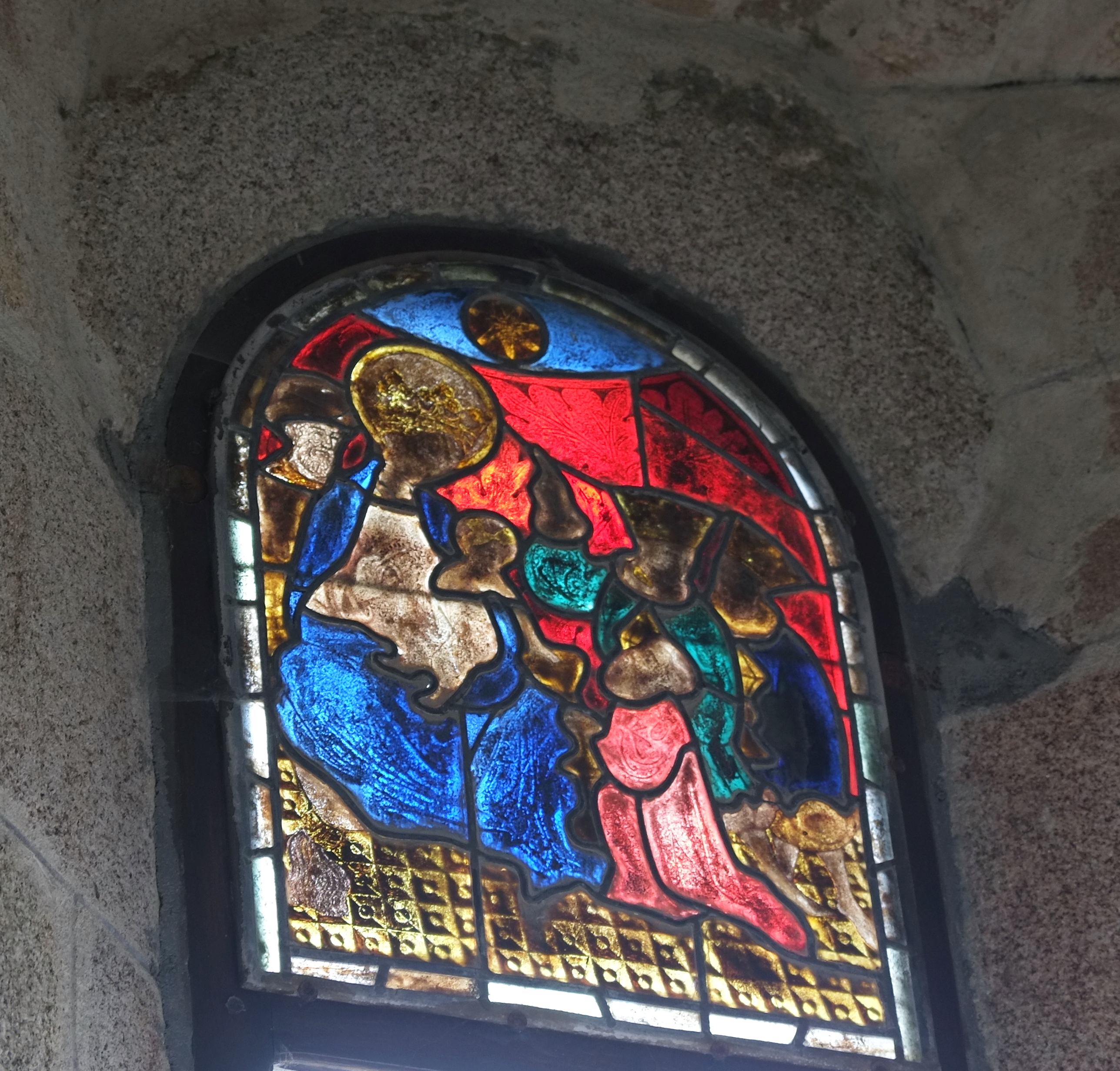
Fenster Anbetung der Könige in Augne

Das Fenster Anbetung der Könige in der römisch-katholischen Kirche St-Pierre in Augne, einer französischen Gemeinde im Département Haute-Vienne in der Region Nouvelle-Aquitaine, wurde in der zweiten Hälfte des 15. Jahrhunderts geschaffen. Im Jahr 1894 wurde das gotische Bleiglasfenster als Monument historique in die Liste der geschützten Objekte (Base Palissy) in Frankreich aufgenommen.
Die Szene im zentralen Chorfenster (Nr. 0), mit einer Höhe von 62 cm und einer Breite von 47 cm, wurde von einer unbekannten Werkstatt geschaffen. Es zeigt die Anbetung der Könige, ein weit verbreitetes Bildmotiv der christlichen Kunst des Mittelalters und der Neuzeit. Das Fenster, das in einem schlechten Zustand ist, zeigt links als dominante Gestalt Maria mit dem Jesuskind und dahinter Josef. Rechts sind die Heiligen Drei Könige dargestellt. Über den Personen ist ein Stern am Himmel zu sehen.